# Lachesilla punctata
Lachesilla punctata är en insektsart som först beskrevs av Banks 1905.  Lachesilla punctata ingår i släktet Lachesilla och familjen kviststövsländor. Inga underarter finns listade i Catalogue of Life.